# Nikolai Valuev
Nikolai Valuev (în rusă Николай Валуев; n. 21 august 1973  în Leningrad, URSS, azi Sankt Petersburg, Rusia) este un boxer rus, fost campion mondial WBA, la categoria grea. El a pierdut titlul în favoarea englezului David Haye. 

## Biografie
Valuev sa născut la 21 august 1973, în Leningrad, RSFSR, Uniunea Sovietică (acum Sankt Petersburg, Rusia). Deși propriii săi părinți sunt scunzi - înălțimea de 1,67 m - străbunicul său tătar a fost descris ca fiind "de proporții muntoase" și "un gigant războinic al folclorului rus". Valuev are trei tineri copiii, fiica Irina și fiul Grisha (Grigoriy), cel de-al treilea copil, fiul său Serghei, s-a născut la 30 iulie 2012. În cariera sa profesională de box a fost învins doar de două ori, de Ruslan Chagaev și David Haye.
Valuev este un creștin ortodox rus. În timpul tinereții a jucat polo și baschet.
Valuev a scris o carte în limba rusă numită My 12 Rounds, cu ajutorul proeminentului jurnalist rus de sport Konstantin Osipov. Cartea discută viața sa în general și cariera sa de box, în special. Pentru acea carte, Valuev a primit un premiu de la guvernul de la St. Petersburg. Cartea a fost prezentată la Sankt Petersburg la 5 februarie 2007.
În ianuarie 2006, Valuev a fost acuzat că a atacat un gardian la Palatul de gheață Spartak din Sankt-Petersburg, Rusia. Nu a fost lansată nicio anchetă penală de către poliția locală.

## Rezultate în boxul profesionist
| No. | Rez.       | Rezultat general | Adversar               | Tip | Runda, timp   | Data        | Locație                                          | Note                                                                                       |
| --- | ---------- | ---------------- | ---------------------- | --- | ------------- | ----------- | ------------------------------------------------ | ------------------------------------------------------------------------------------------ |
| 53  | Înfrângere | 50–2 (1)         | David Haye             | MD  | 12            | 7 Nov 2009  | Nürnberg Arena, Nürnberg, Germania               | Lost WBA heavyweight title                                                                 |
| 52  | Victorie   | 50–1 (1)         | Evander Holyfield      | MD  | 12            | 20 Dec 2008 | Hallenstadion, Zürich, Elveția                   | Retained WBA heavyweight title                                                             |
| 51  | Victorie   | 49–1 (1)         | John Ruiz              | UD  | 12            | 30 Aug 2008 | Max-Schmeling-Halle, Berlin, Germania            | Won vacant WBA heavyweight title                                                           |
| 50  | Victorie   | 48–1 (1)         | Sergei Liakhóvich      | UD  | 12            | 16 Feb 2008 | Nürnberg Arena, Nürnberg, Germania               |                                                                                            |
| 49  | Victorie   | 47–1 (1)         | Jean Francois Bergeron | UD  | 12            | 29 Sep 2007 | Small EWE Arena, Oldenburg, Germania             | Won WBA–NABA heavyweight title                                                             |
| 48  | Înfrângere | 46–1 (1)         | Ruslan Chagaev         | MD  | 12            | 14 Apr 2007 | Porsche-Arena, Stuttgart, Germania               | Lost WBA heavyweight title                                                                 |
| 47  | Victorie   | 46–0 (1)         | Jameel McCline         | RTD | 3 (12), 3:00  | 20 Ian 2007 | St. Jakobshalle, Basel, Elveția                  | Retained WBA heavyweight title                                                             |
| 46  | Victorie   | 45–0 (1)         | Monte Barrett          | TKO | 11 (12), 2:12 | 7 Oct 2006  | Allstate Arena, Rosemont, Illinois, SUA          | Retained WBA heavyweight title                                                             |
| 45  | Victorie   | 44–0 (1)         | Owen Beck              | TKO | 3 (12), 2:44  | 3 Iun 2006  | TUI Arena, Hanover, Germania                     | Retained WBA heavyweight title                                                             |
| 44  | Victorie   | 43–0 (1)         | John Ruiz              | MD  | 12            | 17 Dec 2005 | Max-Schmeling-Halle, Berlin, Germania            | Won WBA heavyweight title                                                                  |
| 43  | Victorie   | 42–0 (1)         | Larry Donald           | MD  | 12            | 1 Oct 2005  | Small EWE Arena, Oldenburg, Germania             | Retained WBA Inter-Continental heavyweight title                                           |
| 42  | Victorie   | 41–0 (1)         | Clifford Etienne       | KO  | 3 (12)        | 14 mai 2005 | Oberfrankenhalle, Bayreuth, Germania             | Retained WBA Inter-Continental heavyweight title                                           |
| 41  | Victorie   | 40–0 (1)         | Attila Levin           | TKO | 3 (12), 2:34  | 12 Feb 2005 | Max-Schmeling-Halle, Berlin, Germania            | Retained WBA Inter-Continental heavyweight title                                           |
| 40  | Victorie   | 39–0 (1)         | Gerald Nobles          | DQ  | 4 (12), 0:42  | 20 Nov 2004 | BigBox, Kempten, Germania                        | Retained WBA Inter-Continental heavyweight title; Nobles disqualified for repeated holding |
| 39  | Victorie   | 38–0 (1)         | Paolo Vidoz            | TKO | 9 (12), 2:33  | 9 Oct 2004  | Messe, Erfurt, Germania                          | Won vacant WBA Inter-Continental heavyweight title                                         |
| 38  | Victorie   | 37–0 (1)         | Richard Igbineghu      | TKO | 6 (10), 1:50  | 24 Iul 2004 | Brandenburg-Halle, Frankfurt, Germania           | Won vacant WBA Inter-Continental interim heavyweight title                                 |
| 37  | Victorie   | 36–0 (1)         | Marcelo Domínguez      | UD  | 8             | 17 Apr 2004 | Max-Schmeling-Halle, Berlin, Germania            |                                                                                            |
| 36  | Victorie   | 35–0 (1)         | Dicky Ryan             | TKO | 1 (10), 2:43  | 28 Feb 2004 | Mehrzweckhalle, Dresden, Germania                |                                                                                            |
| 35  | Victorie   | 34–0 (1)         | Otis Tisdale           | KO  | 1 (8)         | 4 Oct 2003  | Stadthalle, Zwickau, Germania                    |                                                                                            |
| 34  | Victorie   | 33–0 (1)         | Bob Mirovic            | UD  | 8             | 16 Aug 2003 | Nürburgring, Nürburg, Germania                   |                                                                                            |
| 33  | Victorie   | 32–0 (1)         | Vitali Shkraba         | TKO | 4 (10)        | 18 Iul 2003 | State Circus, Minsk, Belarus                     |                                                                                            |
| 32  | Victorie   | 31–0 (1)         | Pedro Daniel Franco    | UD  | 12            | 15 Mar 2003 | Yubileyny Sports Palace, Saint Petersburg, Rusia | Retained PABA heavyweight title                                                            |
| 31  | Victorie   | 30–0 (1)         | Kostiantyn Pryziuk     | RTD | 3 (10), 3:00  | 10 Oct 2002 | Casino Conti Giant Hall, Saint Petersburg, Rusia | Retained Russian heavyweight title                                                         |
| 30  | Victorie   | 29–0 (1)         | Taras Bidenko          | UD  | 12            | 21 Iul 2002 | Seoul, Coreea de Sud                             | Retained PABA heavyweight title                                                            |
| 29  | Victorie   | 28–0 (1)         | Yaroslav Zavorotnyi    | TKO | 3 (10)        | 15 Iun 2002 | Druzhba Arena, Donetsk, Ucraina                  |                                                                                            |
| 28  | Victorie   | 27–0 (1)         | Toakipa Tasefa         | UD  | 12            | 28 Sep 2001 | Yubileyny Sports Palace, Saint Petersburg, Rusia | Retained PABA heavyweight title                                                            |
| 27  | Victorie   | 26–0 (1)         | George Linberger       | TKO | 1 (12), 1:20  | 30 Iun 2001 | Etess Arena, Atlantic City, New Jersey, SUA      | Won vacant PABA heavyweight title                                                          |
| 26  | Victorie   | 25–0 (1)         | Vitali Shkraba         | TKO | 4 (8)         | 6 Mar 2001  | Arena CSKA, Moscova, Rusia                       |                                                                                            |
| 25  | Victorie   | 24–0 (1)         | Tone Fiso              | TKO | 1 (12)        | 29 Oct 2000 | Yubileyny Sports Palace, Saint Petersburg, Rusia | Retained PABA interim heavyweight title                                                    |
| 24  | Victorie   | 23–0 (1)         | Yuriy Yelistratov      | UD  | 12            | 6 Iun 2000  | Yubileyny Sports Palace, Saint Petersburg, Rusia | Won vacant PABA interim heavyweight title                                                  |
| 23  | Victorie   | 22–0 (1)         | Yuri Nikolaev          | TKO | 2 (6)         | 10 Mar 2000 | Novosibirsk, Rusia                               |                                                                                            |
| 22  | Victorie   | 21–0 (1)         | Aleksei Varakin        | KO  | 1 (12), 1:30  | 15 Dec 1999 | State Circus, Saint Petersburg, Rusia            | Retained Russian heavyweight title                                                         |
| 21  | Victorie   | 20–0 (1)         | James McQueen          | KO  | 1 (6)         | 25 Iun 1999 | Praga, Cehia                                     |                                                                                            |
| 20  | NC         | 19–0 (1)         | Andreas Sidon          | NC  | 6             | 7 mai 1999  | Praga, Cehia                                     | NC after the referee left the ring before the end of the fight                             |
| 19  | Victorie   | 19–0             | John Tupou             | TKO | 4 (6), 1:16   | 13 Feb 1999 | Ariake Colosseum, Tokyo, Japonia                 |                                                                                            |
| 18  | Victorie   | 18–0             | Aleksei Osokin         | TKO | 6 (10)        | 22 Ian 1999 | Casino Conti Giant Hall, Saint Petersburg, Rusia | Won vacant Russia heavyweight title                                                        |
| 17  | Victorie   | 17–0             | Evgeny Odolsky         | KO  | 1 (6)         | 19 Dec 1998 | Tundra Bar, Saint Petersburg, Rusia              |                                                                                            |
| 16  | Victorie   | 16–0             | James Gaines           | UD  | 6             | 9 Iun 1998  | State Circus, Moscova, Rusia                     |                                                                                            |
| 15  | Victorie   | 15–0             | Jim Huffman            | TKO | 2 (6), 0:37   | 14 Mar 1998 | Olympic Stadium, Moscova, Rusia                  |                                                                                            |
| 14  | Victorie   | 14–0             | Sinclair Babb          | TKO | 1 (6), 2:50   | 6 Dec 1997  | Stockland Stadium, Townsville, Australia         |                                                                                            |
| 13  | Victorie   | 13–0             | Alarim Uysal           | TKO | 2             | 8 Nov 1997  | Ballsporthalle, Frankfurt, Germania              |                                                                                            |
| 12  | Victorie   | 12–0             | Kevin Rosier           | KO  | 1             | 27 Sep 1997 | State Circus, Moscova, Rusia                     |                                                                                            |
| 11  | Victorie   | 11–0             | Aug Tanuvasa           | TKO | 1 (6), 2:44   | 21 Aug 1997 | Bankstown RSL Club, Sydney, Australia            |                                                                                            |
| 10  | Victorie   | 10–0             | Rodney Harris          | PTS | 4             | 26 Iul 1997 | Yokohama Arena, Yokohama, Japonia                |                                                                                            |
| 9   | Victorie   | 9–0              | Terrell Nelson         | TKO | 2 (4), 1:26   | 31 mai 1997 | Etess Arena, Atlantic City, New Jersey, SUA      |                                                                                            |
| 8   | Victorie   | 8–0              | Manao Navuilawa        | TKO | 1 (4), 1:24   | 9 mai 1997  | Bankstown Sports Club, Sydney, Australia         |                                                                                            |
| 7   | Victorie   | 7–0              | Patrick Slade          | TKO | 1 (4), 1:59   | 21 Mar 1997 | Parramatta RSL Club, Sydney, Australia           |                                                                                            |
| 6   | Victorie   | 6–0              | Darren Fearn           | RTD | 1 (6), 3:00   | 26 Nov 1996 | York Hall, Londra, Anglia                        |                                                                                            |
| 5   | Victorie   | 5–0              | Neil Kirkwood          | TKO | 2 (4)         | 8 Oct 1996  | Battersea Town Hall, Londra, Anglia              |                                                                                            |
| 4   | Victorie   | 4–0              | Sergei Anikeev         | KO  | 2 (4)         | 16 Feb 1995 | State Circus, Saint Petersburg, Rusia            |                                                                                            |
| 3   | Victorie   | 3–0              | Aleksei Tsygankov      | KO  | 3 (4)         | 15 Apr 1994 | State Circus, Saint Petersburg, Rusia            |                                                                                            |
| 2   | Victorie   | 2–0              | Aleksandr Vasiliev     | PTS | 4             | 22 Feb 1994 | State Circus, Saint Petersburg, Rusia            |                                                                                            |
| 1   | Victorie   | 1–0              | John Morton            | TKO | 2 (4)         | 15 Oct 1993 | Sporthalle, Schöneberg, Germania                 | Professional debut                                                                         |